# ووودسيد (كاليفورنيا)
ووودسيد (بالإنجليزية: Woodside) هي إحدى مدن مقاطعة سان ماتيو، كاليفورنيا. تم إعطاءها لقب مدينة في 16 نوفمبر، 1956.

## أعلام
- شيرلي تيمبل
- جيمس شو
- سانفورد ديلر
- كوكو
- روبرت تايلور